# Spencer (Nebraska)
Spencer è un comune degli Stati Uniti d'America, situato nello Stato del Nebraska, nella contea di Boyd.